# Episodi di Daily Alaskan
La prima e unica stagione della serie televisiva Daily Alaskan (Alaska Daily), composta da 11 episodi, è stata trasmessa in prima visione assoluta negli Stati Uniti d'America su ABC dal 6 ottobre 2022, in due parti: la prima fino al 17 novembre 2022, mentre la seconda dal 2 marzo 2023.
In Italia la stagione viene distribuita sul servizio di streaming on demand Disney+, dal 15 febbraio 2023, divisa in due parti: la prima fino al 22 marzo, mentre la seconda dal 19 aprile fino al 17 maggio.
| nº | Titolo originale                                              | Titolo italiano                 | Prima TV USA     | Prima TV Italia  |
| -- | ------------------------------------------------------------- | ------------------------------- | ---------------- | ---------------- |
| 1  | Pilot                                                         | Alaska                          | 6 ottobre 2022   | 15 febbraio 2023 |
| 2  | A Place We Came Together                                      | La tavola calda                 | 13 ottobre 2022  | 22 febbraio 2023 |
| 3  | It's Not Personal                                             | Negligenza                      | 20 ottobre 2022  | 1º marzo 2023    |
| 4  | The Weekend                                                   | Il weekend                      | 27 ottobre 2022  | 8 marzo 2023     |
| 5  | I Have No Idea What You're Talking About, Eileen              | Il sospettato                   | 3 novembre 2022  | 15 marzo 2023    |
| 6  | You Can't Put a Price on a Life                               | Il valore di una vita           | 17 novembre 2022 | 22 marzo 2023    |
| 7  | Enemy of the People                                           | Il sequestro                    | 2 marzo 2023     | 19 aprile 2023   |
| 8  | Tell a Reporter Not to Do Something and Suddenly It's a Party | Notizie sconvolgenti            | 9 marzo 2023     | 26 aprile 2023   |
| 9  | Rush to Judgement                                             | Giudizi affrettati              | 16 marzo 2023    | 3 maggio 2023    |
| 10 | Truth is a Slow Bullet                                        | La verità è un lento proiettile | 23 marzo 2023    | 10 maggio 2023   |
| 11 | Most Reckless Thing I've Ever Done                            | Verità                          | 30 marzo 2023    | 17 maggio 2023   |

## Alaska
- Titolo originale: Pilot
- Scritto e diretto da: Tom McCarthy

## La tavola calda
- Titolo originale: A Place We Came Together
- Diretto da: Tom McCarthy
- Scritto da: Tom McCarthy e Gabriel Sherman

## Negligenza
- Titolo originale: It's Not Personal
- Diretto da: Clark Johnson
- Scritto da: Stuart Zicherman e Miranda Rose Hall (sceneggiatura), Stuart Zicherman (storia)

## Il weekend
- Titolo originale: The Weekend
- Diretto da: Danis Goulet
- Scritto da: Liz Tuccillo

## Il sospettato
- Titolo originale: I Have No Idea What You're Talking About, Eileen
- Diretto da: Patricia Riggen
- Scritto da: Chitra Sampath

## Il valore di una vita
- Titolo originale: You Can't Put a Price on a Life
- Diretto da: Oliver Bokelberg
- Scritto da: Sandra Chwialkowska

## Il sequestro
- Titolo originale: Enemy of the People
- Diretto da: Craig MacNeill
- Scritto da: Jay Beattie (sceneggiatura), Peter Elkoff e Jay Beattie (storia)

## Notizie sconvolgenti
- Titolo originale: Tell a Reporter Not to Do Something and Suddenly It's a Party
- Diretto da: Ruba Nadda
- Scritto da: Gabriel Sherman

## Giudizi affrettati
- Titolo originale: Rush to Judgement
- Diretto da: Michael Pressman
- Scritto da: Miranda Rose Hall e Michael J. Rezendes

## La verità è un lento proiettile
- Titolo originale: Truth is a Slow Bullet
- Diretto da: Catriona McKenzie
- Scritto da: Andrew MacLean

## Verità
- Titolo originale: Most Reckless Thing I've Ever Done
- Diretto da: Bosede Williams
- Scritto da: Vera Starbard